# Супербоул XLIV
Супербоул XLIV (англ. Super Bowl XLIV) — 44-й матч Супербоул, решающая игра Национальной футбольной лиги в сезоне 2009 года. В Супербоуле сыграли команды, посеянные по первыми номерами в своих конференциях, то есть показавшие наилучший результат в сезоне. Матч прошел 7 февраля на стадионе «Долфин Стэдиум» в городе Майами (штат Флорида) в присутствии 74 059 зрителей. Со счетом 31-17 победили «Нью-Орлеан Сэйнтс», ставшие наряду с «Нью-Йорк Джетс», «Балтимор Рэйвенс» и «Тампа Бэй Баккэнирс» четвёртой командой, победившей в их единственном Супербоул. Квотербек «Сэйнтс» Дрю Брис, сделав два тачдауна и завершив 32 из 39 пасов, стал самым ценным игроком матча. При этом он повторил рекорд по числу завершённых пасов, установленный Томом Брэди в Супербоуле XXXVIII.

## AFC Чемпион
Очередным победителем AFC стал Индианаполис Колтс, обыграв в финале конференции пробившихся с первого раунда плей-офф Нью-Йорк Джетс. Первую половину встречи Колтс проиграли 13-17, однако во второй, сделав два тачдауна, прекрасно сыграли в обороне и завершили матч в свою пользу 30-17. Колтс вышли в Супербоул в четвёртый раз, и что забавно, все четыре раза они играли в Майами.

## NFC Чемпион
Обладателем звания победителя NFC стали Нью-Орлеан Сэйнтс. Их соперниками по финалу были Викинги из Миннесоты. Перед матчем специалисты разделились почти поровну в отношении прогнозов на исход матча, однако чуть больше было оптимистов у Викингс. В итоге матч завершился ничьей в основное время 28-28, а в овертайме решающие свободный удар забили игроки Сэйнтс. Надо отметить, что более положительный прогноз на победу Викингс основывался на соображениях, что их лидер Бретт Фавр имеет колоссальный опыт в подобных напряженных матчах равных соперников в отличие от своего оппонента Дрю Бриса. Однако, тактика игроков Сэйнтс сыграла превосходно, защитники пытались «сломать» Фавра любыми способами, с фолами и просто сильнейшими атаками, в итоге Фавр играл через боль почти всю вторую половину и совершил много ошибок для матча такого уровня, тем не менее вытянув все-таки команду в овертайм. В овертайме атака Сэйнтс сыграла здорово, почти не совершив ошибок, зашла достаточно глубоко в зону противника и заработала право на свободный с 40 ярдов. Свободный был легко реализован, и Сэйнтс впервые в истории пробились в Супербоул.

## Телевидение и реклама
Матч просмотрели около 100 миллионов зрителей из США и множество зрителей из других стран.

## Пробоул
Пробоул 2010 (англ. 2010 Pro Bowl) — очередная товарищеская игра между командами, состоящими из игроков Американской и Национальной конференций. Игра прошла на «Долфин Стэдиум» в городе Майами (штат Флорида) 31 января 2010 года. Матч завершился победой Американской конференции со счетом 41-34.

## Ход матча
Первая половина
Первым набором очков стал 38-ярдовый филд гол от Индианаполиса. Затем, уже в конце первой четверти, Индианаполис занесет тачдаун делая счёт 10:0 в пользу «Колтс». Во второй четверти, Нью-Орлеан ответил двумя филд голами. «Колтс» очков не набрали и таким образом счет к перерыву был 10:6 в пользу Индианаполиса.
Вторая половина
Нью-Орлеан сделал тачдаун за 11 минут до конца третьей четверти. Индианаполис также сделал тачдаун. «Сэйнтс» оформили филд гол и счёт к последней четверти стал 17-16 в пользу «Колтс». Нью-Орлеан сможет сделать тачдаун, и удачную двухочковую попытку, за пять минут до конца четвёртой четверти. Перехват мяча в тачдаун на 74 ярда от Нью-Орлеан поставит точку в игре. Нью-Орлеан выиграет со счетом 31-17.
Супербоул XLIV: Нью-Орлеан Сэйнтс 31, Индианаполис Колтс 17
|              | 1  | 2 | 3  | 4  | Всего |
| ------------ | -- | - | -- | -- | ----- |
| Сэйнтс (НФК) | 0  | 6 | 10 | 15 | 31    |
| Колтс (АФК)  | 10 | 0 | 7  | 0  | 17    |

на стадионе Hard Rock , Майами, штат Флорида
- Дата : 7 февраля 2010 г.
- Погода в игре : Ясно, 19 ° C (66℉)
- Посещаемость игры : 74 059

NO-Нью-Орлеан, IND-Индианаполис, ЭП-Экстрапоинт
■ Первая четверть:
- 7:29-IND-38-ярдовый филд гол, Индианаполис повел 3:0
- 0:36-IND-19-ярдовый тачдаун+ЭП, Индианаполис ведет 10:0

■ Вторая четверть:
- 9:34-NO-46-ярдовый филд гол, Индианаполис ведет 10:3
- 0:00-NO-44-ярдовый филд гол, Индианаполис ведет 10:6

■ Третья четверть:
- 11:41-NO-16-ярдовый тачдаун+ЭП, Нью-Орлеан повел 13:10
- 6:15-IND-4-ярдовый тачдаун+ЭП, Индианаполис повел 17:13
- 2:01-NO-47-ярдовый филд гол, Индианаполис ведет 17:16

■ Четвёртая четверть:
- 5:42-NO-2-ярдовый тачдаун+двухочковая попытка, Нью-Орлеан повел 24-17
- 3:12-NO-перехват в тачдаун+ЭП, Нью-Орлеан ведет 31:17